# Волков, Сергей Владимирович
Серге́й Влади́мирович Волков (род. 7 января 1955, Москва, СССР) — советский и российский историк, доктор исторических наук, профессор (ПСТГУ). Основное направление профессиональной деятельности — исследование элитных социальных слоёв обществ различного типа, с применением, в числе прочих, количественных методов — анализа больших массивов личных данных, почерпнутых из архивов; занимался также историей Белого движения. Автор более 300 научных работ (включая монографии, научные статьи, статьи в энциклопедиях, предисловия и комментарии) из них около 180 — по истории Востока, около 140 — по русскому офицерству, служилым слоям Российской империи и истории Белого движения. Известен также как публицист либерально-консервативного направления (с конца 1980-х годов; около 600 единиц публицистики, включая газетные заметки). Ректор Университета Дмитрия Пожарского.

## Биография
Родился 7 января 1955 года в Москве в семье издательских работников (отец был художником, мать — редактором).
Окончил Институт Азии и Африки МГУ имени М. В. Ломоносова (1980) и аспирантуру ИВАН, досрочно защитив кандидатскую диссертацию, а в 1989 году защитил диссертацию на степень доктора исторических наук. Работал младшим, затем старшим научным сотрудником Института востоковедения АН СССР.
С 1990 года работал в общественных организациях: был председателем Центра пропаганды классического культурного наследия при Советском фонде культуры, директором Литературно-философского общества им. Ф. М. Достоевского, редактором журнала «Российский обзор». В 1993—1994 годах — профессор и проректор по учебной работе Российской академии живописи, ваяния и зодчества.
С 1996 года работал ведущим научным сотрудником в МГУ имени М. В. Ломоносова, главным научным сотрудником Института русской истории РГГУ, с 2002 года — профессором Православного Свято-Тихоновского гуманитарного университета. Параллельно работал заведующим сектором НИО книговедения в РГБ, преподавал также в Институте практического востоковедения, Военном университете и Сретенской семинарии.
26 апреля 2020 года избран ректором Университета Дмитрия Пожарского.
Жена Елена Алексеевна (род. 1956). Сын Михаил (род. 1984), дочь Екатерина (род. 1994).

## Научная деятельность и основные интересы в ней
Основной областью исследований Сергея Владимировича стало сравнительное изучение элитных и служилых слоёв обществ различного типа (прежде всего методами статистической обработки больших массивов персональных архивных данных). Такие материалы позволяют производить анализ полной или почти полной генеральной совокупности данных, в отличие от выборочных методов, обычно используемых в статистике и чреватых существенными искажениями. Но до 1990-х годов Волков мог публиковать на эту тему только работы на «восточном» материале. Работы на отечественном материале, писавшиеся в те же годы, вышли значительно позже, преимущественно, в конце 1990-х годов. Особенно большое внимание Сергей Владимирович уделял российскому служилому сословию, более 30 лет занимаясь составлением полного реестра лиц (с основными данными о жизни и службе), служивших в офицерских и классных чинах в императорской России (на конец 2008 года эта база данных включала около 900 тыс. чел.). Связанной с этим, но самостоятельной задачей стало для него установление судьбы по возможности каждого представителя русского служилого слоя после 1917 года.
С начала 1990-х, располагая, благодаря связям с русской эмиграцией, почти полным собранием её военной периодики и литературы по истории Гражданской войны, занимался также историей Белого движения. Одним из результатов этой работы стало составление (в основном по архивным данным) базы данных участников Белого движения и эмиграции (на конец 2008 года — свыше 250 тыс. справок, а в общей сложности, с членами семей, не менее 500 тыс. человек) и публикация на её основе ряда книг: об офицерах гвардии, кавалерии, флота и морского ведомства, о первых добровольцах на Юге России. В результате он выступил как составитель, научный редактор, автор предисловия и комментариев к книгам серии «Белое движение» — за пять лет в ней были опубликованы 26 томов воспоминаний участников Белого движения, подобранных по тематическому принципу. Это самое капитальное издание такого рода, в котором собраны большое количество воспоминаний, в том числе публиковавшихся в малотиражных эмигрантских изданиях и практически неизвестных в России.

## Публицистическая и общественная деятельность
С конца 1980-х годов Волков занимался также публицистикой, литературной критикой и политической аналитикой, опубликовав в этих жанрах свыше 600 работ, в числе первых — книгу «На углях великого пожара» (1990). Вышедшая значительным по тем временам (50 000 экземпляров) тиражом, книга, выглядевшая в то время (1989—1990 гг.) «откровением», — поскольку в таком тоне никто тогда не писал, — широко разошлась и принесла автору известность, привлёкшую к нему внимание разнообразных патриотических организаций.
В 1990-х годах Сергей Владимирович печатался преимущественно в эмигрантской периодике. В России его публикации в это время (в большинстве случаев под псевдонимами) появлялись в различных сборниках, журналах «Москва», «Новый мир», «Слово», «Вопросы литературы», «Московский вестник», «Ориентир», «Известия культуры России», альманахе «Дворянское Собрание», а также в газетах «Российские вести», «Сегодня», «Российская газета». С 1993 по 2008 г. — главный редактор газеты Российского дворянского собрания «Дворянский вестник». В 2003—2005 годах печатался в журнале «Гражданинъ» и газете «Россія».
С августа 1992 года по конец 1993 был сопредседателем Русского общенационального союза. Был членом совета Российского общенародного союза, членом президиума Российского народного собрания и др. С этими организациями он порывал после их сближения с коммунистами.
В декабре 2006 года стал одним из учредителей фонда «Возвращение», выступающего за возвращение исторических традиций, нравственных ценностей и названий, существовавших в России до 1917 года и отвергнутых за годы советской власти.
В марте 2010 года был уволен из библиотеки-фонда «Русское Зарубежье» имени Солженицына.
В 2000-е годы Волков начал регулярно выступать в эфире КМ ТВ, в передачах, призванных разоблачить исторические мифы. Русско-японская, Первая мировая, Крымская войны были темами специальных телеэфиров, которые получили резонанс, связанный с тем, что Волков выступил с концепциями, резко отличающимися от привычных советских взглядов.

## Награды и премии
- премия Ленинского комсомола (1989) — за цикл работ «Ранняя история буддизма в Корее» и «Чиновничество и аристократия в ранней истории Кореи»

## Критика
Российский историк Р. М. Абинякин утверждал, что в книге С. В. Волкова «Трагедия русского офицерства» автор «свёл вопрос о судьбе бывших офицеров исключительно к репрессиям против них», при этом ряд своих «априорных и идейно ангажированных утверждений» не подкрепил должной ссылочной базой, что привело к упрощению описания происходивших процессов и даже искажению многих фактов.
Ряд историков упрекают Волкова в тенденциозности и многочисленных фактических ошибках.

### Основные публикации по востоковедению
В этом списке представлены основные работы. Более полный список публикаций доступен на сайте автора.

#### Отдельные издания
- Социально-политическая роль буддийской сангхи в Корее на рубеже древности и средневековья. — М., 1982.
- Ранняя история буддизма в Корее (сангха и государство). — М.: «Наука», 1985. — 152 с. — 5000 экз.
- Чиновничество и аристократия в ранней истории Кореи. — М.: «Наука», 1987. — 289 с. — 1250 экз.
- Служилые слои на традиционном Дальнем Востоке. — М.: Восточная литература, 1999. — 312 с.
- Авт. и сост. С. В. Волков и Т. М. Симбирцева. Корея: карманная энциклопедия. — М., 2000. — 512 с.

#### Прочие работы
- О возникновении и развитии постоянной армии в Корее // Вопросы истории стран Азии и Африки. Вып. 1. М., 1979, С. 72—96.
- Корейская армия во второй половине XIX века // Вопросы истории стран Азии и Африки. Вып. 2. М., 1980, С. 39—67.
- Буддийская сангха в Южной Корее // Религии мира: история и современность 1985. М., 1986, С. 89—98.
- О применении количественных методов в изучении древней и средневековой истории стран Востока // Количественные методы в изучении истории стран Востока. М., 1986, С. 3—11.
- Государственная служба и чиновничество в раннесредневековой Корее // Государство в докапиталистических обществах Азии. М., 1987, С. 121—144.
- Русские военные инструкторы в Корее в 1896—1898 гг. // Проблемы военной истории народов Востока. Л., 1990, С. 153—160.
- Некоторые проблемы сословного деления традиционных обществ Восточной и Юго-Восточной Азии // Узловые проблемы истории докапиталистических обществ Востока. М., 1991, С. 75—86.
- Социальный статус служилых слоёв в дальневосточных деспотиях // Феномен восточного деспотизма: структура управления и власти. М., 1993, С. 177—191.
- Корея в древности // История Востока. — М., 1997. — Т. 1. — С. 486—489.
- Корея в период Трёх государств; Государство Объединённое Силла; Государство Корё; Борьба народов Кореи, Вьетнама, Бирмы и Индонезии против монгольских захватов // История Востока. — М., 1995. — Т. 2. — С. 83—90, 174—179, 327—333, 398—405.
- Правящий слой традиционной Кореи // Корея. Сборник статей. К 80-летию со дня рождения профессора Михаила Николаевича Пака. М., 1998, С. 96—103.
- Корея в древности и раннем средневековье; Корея в эпоху Корё // История Кореи (Новое прочтение). — М., 2003. — С. 13—86, 89—127.
- в кн. Ким Бусик. Самгук саги. Том 3, М., 2003. // Должности и чины. (Перевод и комментарии) кн. 38—40 , стр. 93—119, 208—209, 267—274, 420—43.
- К вопросу о русской эмиграции в Корее в начале 20-х годов // Российское корееведение. Альманах. Вып.2. М., 2001, C. 149—156.
- Русские офицеры-исследователи Кореи // Вестник центра корейского языка и культуры. Вып. 5. СПб., 2003.
- О некоторых особенностях социальной структуры традиционной Кореи // Российское корееведение. Альманах. Вып.3. М., 2003.
- Russian materials on the pre-modern (before 1945) history of Korea: military and political aspects // International Conference on Korean Historical Materials and the History of Koreans in Europe. Bonn, 2004, p. 327—350.
- State and Buddhism in the East Asian Countries in the Early Middle Ages // Korean Buddhism in East Asian Perspectives. Seoul, 2007, p. 47—58. (0,5 п.л.)
- Деятельность иностранных военных инструкторов и реформы корейской армии в конце XIX — начале XX вв. // Российское корееведение. Альманах. Вып. 5, М., 2007, C. 31—57.
- Клановый состав высшего корейского чиновничества периода Чосон // Корея: история и современность. М. — Сеул, 2008, с. 72—77

### Основные работы по истории и социологии российских элитных слоёв и Белому Движению
В этом списке представлены основные работы. Более полный список публикаций доступен на сайте автора.

#### Отдельные издания
- На углях великого пожара. М., Молодая гвардия, 1990, 236 с.
- Русский офицерский корпус. М., Воениздат, 1993, 368 с. (2-е издание: М., «Центрполиграф», 2003, 414 с.)
- Трагедия русского офицерства. М., 1999, 382 с. (2-е издание: М., «Центрполиграф», 2001, 508 с.; 3-е издание: М., «Центрполиграф», 2002, 509 с.)
- Интеллектуальный слой в советском обществе. М., 1999, 250 с.
- Белое движение в России: организационная структура. М., 2000, 368 с.
- Офицеры российской гвардии. Опыт мартиролога. М., «Русский Путь», 2002, 568 с.
- Офицеры армейской кавалерии. Опыт мартиролога. М., «Русский Путь», 2004. 632 с.
- Офицеры флота и морского ведомства. Опыт мартиролога. М., «Русский Путь», 2004, 560 с.
- Белое движение. Энциклопедия гражданской войны. СПб., «Нева» — М., «ОЛМА-Пресс», 2003, 672 с.
- Русская военная эмиграция: издательская деятельность. М., «Пашков Дом», 2008, 552 с.
- Чины Русского Корпуса. Биографический справочник в фотографиях. М., Рейтар, «Форма-Т», 2009, с. 528 с. В соавт. с П. Н. Стреляновым.
- Генералитет Российской империи. М., «Центрполиграф». 2009. Т. 1. 757 с. , Т. 2. 831 с.
- Почему РФ - ещё не Россия. Невостребованное наследие империи. — 1-е. — Москва: Вече, 2010. — 352 с. — (Русский вопрос). — 4000 экз. — ISBN 978-5-9533-4528-6.
- Офицеры российской артиллерии: Опыт мартиролога. — М.: Издательство ПСТГУ, 2011. — 776 с. — ISBN 978-5-7429-0613-1.
- Красный террор в Петрограде / Сост., пред. и комм. С.В. Волкова. — М.: «Айрис-пресс», 2011. — 512 с. — ISBN 978-5-8112-4336-5.
- Генералы и штаб-офицеры русской армии: Опыт мартиролога. — М.: ФИВ, 2012. — 1464 с.
- Офицеры казачьих войск: Опыт мартиролога. — М.: Русский Фонд Содействия Образованию и Науке, 2013. — 960 с.

#### Прочие работы
- Офицерство и российская культура // Известия культуры России, 1991. Июль, с. 21-26.
- «Ваш долг есть: сохранять законы…» // Известия культуры России, 1991. Август, с. 22-24.
- «Морским судам быть…» // Известия культуры России. 1992. Декабрь, с. 26-29.
- Смысл и значение Белой борьбы // Октябрь 1920-го. Последние бои Русской армии генерала Врангеля за Крым. М., «Рейтар», 1995, с. 3-5.
- О судьбе интеллектуального слоя в России и перспективах его восстановления // Интеллигенция в условиях общественной нестабильности. М., 1996, с. 54-70.
- Русское освободительное движение на весах истории // Материалы по истории Русского освободительного движения 1941—1945 гг. Выпуск 1. М., 1997, с 9-16.
- Вторая мировая война и русская эмиграция // Материалы по истории Русского Освободительного Движения. Вып. 2., М., 1998, с. 11-25.
- Белое движение и Императорский Дом // Русский исторический журнал. М., 1999. Зима 1998, т.1, № 2, с. 72-84.
- «Цивилизованный патриотизм» и современное политическое мышление // «Полития», 1999. Осень, № 3, с. 64-80.
- Российское офицерство как служилое сословие // Офицерский корпус русской армии. Опыт самопознания. М., 2000 (Российский военный сборник. Вып. 17), с. 489—511.
- Российское служилое сословие и его конец // Русский исторический журнал М., 2000. (Осень 1998) т. 1, № 4, с. 25-41.
- Исторический опыт Российской империи // Русский исторический журнал. М., 2001 (Весна 1999) т. 2, № 2, с. 405—433.
- «Восточные части» российской армии // «Восточная коллекция» 2001, № 3 (6) с. 119—121; № 4 (7), с. 127—131.
- К вопросу о «единстве нашей истории» // Научно-практическая конференция «Проблемы декоммунизации России» ноябрь 2001 г. Тезисы докладов. М., 2001, с. 14-16.
- Русское офицерство как историко-культурный феномен // Военно-историческая антропология. Ежегодник, 2002. Предмет, задачи, перспективы развития. М., «Росспэн», 2002, с. 165—181.
- Казачьи войска: революция и Гражданская война // Казачество России. Справочная книга. М., 2003, с. 33-49.
- Выступление на «круглом столе» «Опорные точки русского национального оптимизма» 19 мая 2003 г. // Споры эпохи Путина, М. 2004. Изд.дом «Литературная газета», с. 437—443
- О перспективах создания справочника-указателя по служилому слою императорской России // Румянцевские чтения. Материалы международной конференции. М., 2005, с. 36-39.
- О преемственности российской государственности // Духовные основы российской государственности. М., 2005, с. 190—195.
- Советский истеблишмент // Русский исторический журнал. 2001 № 1-4, с. 237—358.
- Базы данных по персональному составу российского служилого сословия // Вестник архивиста, 2006, № 2-3, с. 319—324.
- Русская военная эмиграция в Италии // Русские в Италии: культурное наследие эмиграции. М., «Русский путь» 2006, с. 139—153.
- Издания военно-учебных заведений как источник по персональному составу русского офицерского корпуса // Румянцевские чтения. Материалы международной конференции. М., 2007, с. 63-68.
- Архивные источники по истории русской военной эмиграции // Русский Исход как результат национальной катастрофы. К 90-летию окончания Гражданской войны на европейской территории России. М., 2010, с. 242—251.

- Офицерство и «новое дворянство» // Дворянское Собрание (альманах), 1995, № 3, с. 299—304.
- Русский офицерский корпус // Дворянское Собрание (альманах), 1995, № 3, с. 55-72.
- Офицеры в России до создания регулярной армии // Ориентир, 1996, № 1, с. 62-64.
- Статус офицера в русском обществе XVIII—XX вв. // Ориентир, 1996, № 2, с. 64-66.
- Система офицерских чинов. Получение первого офицерского чина // Ориентир, 1996, № 3, с. 55-59.
- Чинопроизводство офицеров // Ориентир, 1996, № 5, с. 70-73.
- Порядок прохождения службы // Ориентир, 1996, № 6, с. 50-52.
- Капитальный труд о современном казачестве // Наши Вести, 1996, № 442, с. 18-19.
- Та самая, советская // Слово, 1997, № 1-2, с. 2-6.
- Наказания и дисциплинарная практика в Российской армии // Ориентир, 1997, № 1, с. 58-60.
- Идеология и мораль офицерского корпуса // Ориентир, 1997, № 3, с. 59-61; № 4, с. 46-47.
- Свод сведений о составе служилых слоёв России // Известия ИРО, 1997, № 4-5 (48-49), с. 193—194.
- Трагедия русского офицерства // Разбитый компас, 1997. Январь — сентябрь. № 3, с. 148—236.
- О способности интеллигенции к государственному управлению // Интеллигенция и власть. М., УРСС, 1999, с. 10-18.
- Об архиве общества «Родина» // Ежегодник РФК. 1999. Часть II. Июль-декабрь, с. 33-34.
- Интеллектуальный слой в советском обществе // Красные холмы (альманах). М., 1999, с. 277—292.
- Собрание общества «Родина» вернулось в Россию // Отечественные архивы, 2000, № 1, с. 41-44, 46.
- Предисловие // Стрелянов П. Н. Одиссея казачьего офицера. М., 2001, с. 5-6.
- Интеллектуальный слой в советском обществе // Русский исторический журнал. М., 2001 Зима 1999 т. 2, № 1, с. 19-53.
- Исторический опыт Российской империи // Русский исторический журнал. М., 2001 Весна 1999 т. 2, № 2, с. 405—433.
- Отв. ред.: Донской генералитет в изгнании. М., 2001, 263 с.
- «Восточные части» российской армии // «Восточная коллекция» 2001, Лето, № 3 (6) с. 119—121; Осень, № 4 (7), с. 127—131.
- Образование Добровольческой армии // III-й Рим. Альманах № 4. М., 2001, с. 43-52.
- Составление и примечания // Андоленко С. П. «Нагрудные знаки русской армии». М., Военное издательство, 2002, с. 207—223.
- Пришла ли к власти в России новая элита? // Гражданинъ, 2003. Март — апр. № 2, с. 56-59.
- Дроздовцы на чужбине // Дворянский вестник, 2004, № 1(104), с. 6.

### Книги мемуарной серии «Белое движение»
Волков — составитель, научный редактор, автор предисловий и комментариев 26 томов подсерии «Белое движение» серии «Россия забытая и неизвестная» (Москва: «Центрполиграф», 2001—2005).